# Santa Lucía Cotzumalguapa
Santa Lucía Cotzumalguapa è un comune del Guatemala facente parte del dipartimento di Escuintla.